# Fresquiennes
 Fresquiennes  es una población y comuna francesa, en la región de Alta Normandía, departamento de Sena Marítimo, en el distrito de Rouen y cantón de Pavilly.

## Demografía
| 524 | 449 | 560 | 611 | 874 | 979 |
| Para los censos de 1962 a 1999 la población legal corresponde a la población sin duplicidades (Fuente: INSEE [Consultar]) |     |     |     |     |     |